# Rajitha Jayawilal Biyagama Acharige
Rajitha Jayawilal Biyagama Acharige (* 22. Juli 1979) ist ein sri-lankischer Fußballspieler.

## Verein
Der Abwehrspieler spielt bei Police SC Colombo.

## Nationalmannschaft
Er ist zudem Mitglied der sri-lankischen Fußballnationalmannschaft und gehörte zur zweitplatzierten Auswahl seines Heimatlandes beim AFC Challenge Cup 2006.